# Чудовий світ (альбом)
Чудовий світ — шостий студійний альбом відомого українського гурту Воплі Відоплясова випущений у 2013 році.

## Про альбом
Чудовий світ — це десятий ювілейний (шостий студійний) альбом гурту. Ексклюзивна концертна презентація диску відбулася 28 листопада у Львові на майданчику Національного академічного українського драматичного театру ім. М. Заньковецької.
Оформив видання художник Максим Паленко.

## Пісні
| #   | Назва             | Автор слів | Автор музики               | Тривалість |
| --- | ----------------- | ---------- | -------------------------- | ---------- |
| 1.  | «Мана»            | О. Скрипка | О. Скрипка                 | 4:00       |
| 2.  | «Чудовий світ»    | О. Скрипка | Є. Рогачевський            | 4:37       |
| 3.  | «Талалай»         | О. Скрипка | О. Скрипка                 | 4:15       |
| 4.  | «Щедрик»          | Народна    | Народна, обр. ВВ           | 3:42       |
| 5.  | «Ладо»            | О. Скрипка | О. Скрипка                 | 6:05       |
| 6.  | «Диво»            | О. Скрипка | О. Скрипка                 | 4:11       |
| 7.  | «Відпустка»       | О. Скрипка | О. Скрипка                 | 3:11       |
| 8.  | «Понеділок»       | О. Скрипка | Є. Рогачевський/О. Скрипка | 3:39       |
| 9.  | «Примари»         | О. Скрипка | О. Скрипка                 | 3:36       |
| 10. | «Чіо Чіо Сан»     | О. Скрипка | О. Скрипка                 | 4:20       |
| 11. | «Січові Стрільці» | Народна    | М. Гайворонський, обр. ВВ  | 3:36       |
| 12. | «Дібровонька»     | Народна    | Народна, обр. ВВ           | 6:01       |

## Учасники запису
- Олег Скрипка — вокал, акустичні та електричні гітари
- Євген Рогачевський — акустичні та електричні гітари, програмування синтезаторів (3, 9), перкусія (3, 8), підспівки
- Олексій Мельченко — бас-гітара
- Сергій Сахно — барабани, перкусія, підспівки
- запрошені музики:
- Олег "Фагот" Михайлюта – фагот (3,6)
- Максим Бережнюк – сопілка (12)
- Олександр Пришиба – труба (2)
- Олексій Сагітов – тромбон (2)
- Павло Гузєв – саксофон (2)
- Олександра Савченко – скрипка (2,5,10)
- Сергій Митрофанов – скрипка (4,6,12)
- Святослава Симчук – скрипка (3)
- Євгенія Дячук – віолончель (2,4,5,10)
- Олексій Кабанов – сітар (2)
- Андрій Мороз – перкусія (5)
- Антон Дегтярьов – синтезатор (8)
- Інструментальний ансамбль солістів Національної опери України п/к І. Небесного (11)
- Сусанна Карпенко – спів (12)
- Марія Кудрявцева, Ганна Архипчук – бек-вокал (2,12)
- Антон Фокін, Павло Скорняков – підспівки (1)
- Хор "Друзі" у складі: О. Желтенко, В. Корнієнко, А. Фокін, П. Скорняков, О. Коваленко, О. Згортюк, В. Босий, А. Кисельова, М. Карнаух, В. Бутенко, О. Лозовський, Є. Рогачевський, С. Сахно, О. Мельченко (2)